# Wiktoria Díez Bustos de Molina
Wiktoria Díez y Bustos de Molina, właśc. Victoria Díez y Bustos de Molina (ur. 11 listopada 1903 r. w Sewilli, zm. 12 sierpnia 1936 r.) – członkini Instytutu Terezjańskiego, męczennica, błogosławiona Kościoła katolickiego.
Była jedynym dzieckiem swoich rodziców. W dniu 18 maja 1913 r.  przystąpiła do pierwszej Komunii Świętej. Studiowała w wyższej szkole pedagogicznej. Była nauczycielką w szkole państwowej. W czasie wojny domowej została aresztowana i osadzona w więzieniu. 12 sierpnia 1936 r. zapadł na nią wyrok śmierci, który został wykonany.
Jej proces beatyfikacyjny rozpoczął się 1962 r. Została beatyfikowana przez Papieża Jana Pawła II w dniu 10 października 1993 r.